# Mary Toft

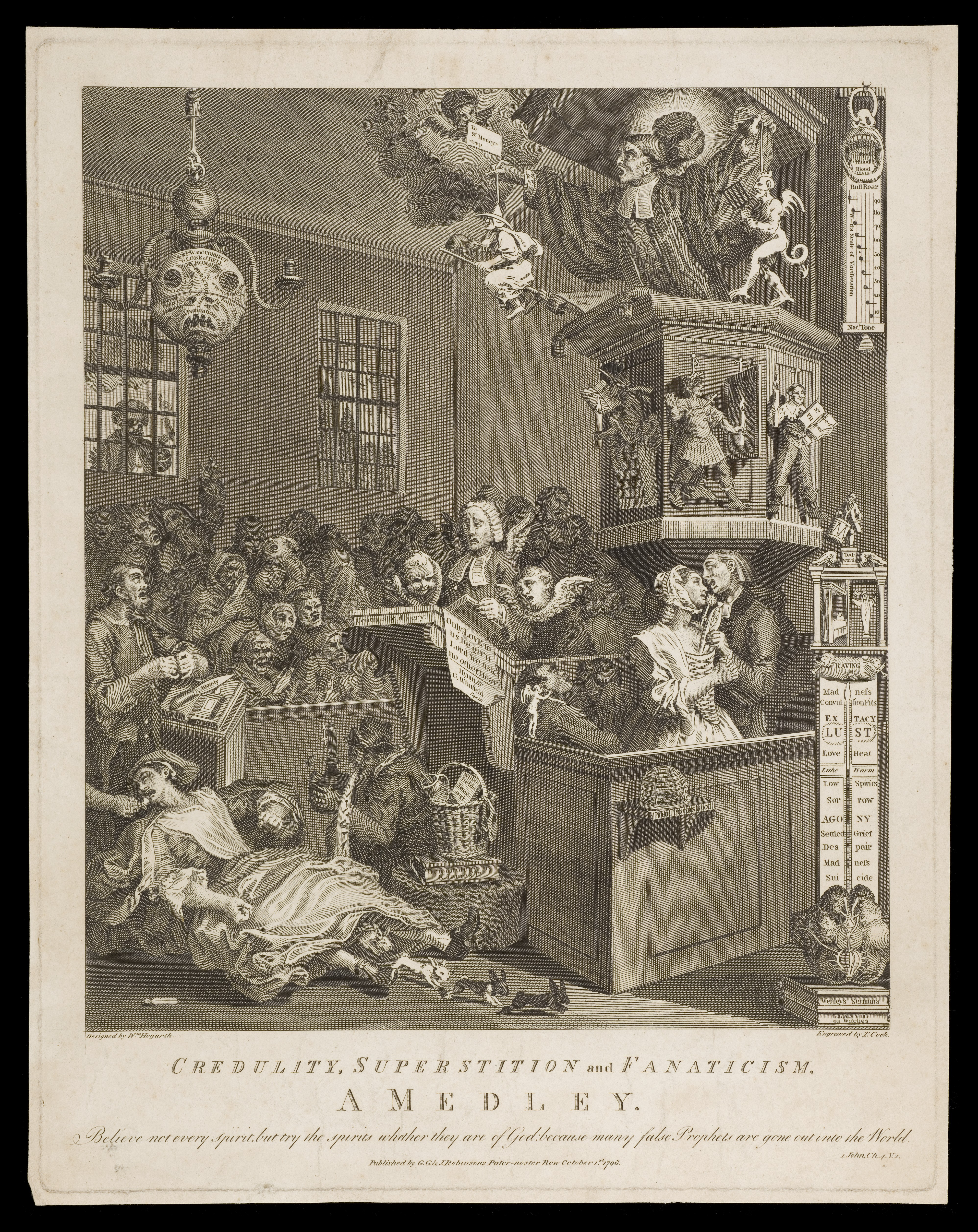
Credulidad, superstición y fanatismo, de William Hogarth (1762). En la parte inferior, Mary Toft pariendo conejos.

Mary Toft (Godalming, Inglaterra, c.1701–1763), también llamada Mary Tofts, fue una mujer inglesa de Godalming, Surrey, que en 1726 fue objeto de una controversia considerable cuando engañó a los médicos que creyeron que había dado a luz conejos.
Toft estuvo embarazada en 1726, pero luego tuvo un aborto espontáneo. Aparentemente fascinada por un conejo que había visto mientras trabajaba, sostuvo que había dado a luz animales. El cirujano local John Howard fue llamado para investigar y, tras encontrar varios animales, notificó a otros médicos prominentes. El asunto atrajo la atención de Nathaniel St. André, cirujano de la casa real de Jorge I de Gran Bretaña. St. André investigó y concluyó que Toft estaba diciendo la verdad. El rey también envió al cirujano Cyriacus Ahlers para que viera a Toft, pero Ahlers se mantuvo escéptico. Para entonces bastante famosa, Toft fue llevada a Londres, donde fue estudiada a profundidad. Bajo intenso escrutinio y al no producir más conejos, finalmente confesó el engaño y fue subsecuentemente encarcelada.
La burla pública que siguió creó pánico al interior de la profesión médica. Varias carreras de prominentes cirujanos fueron arruinadas y se produjeron muchos trabajos satíricos, mordazmente críticos sobre el tema. El satírico pictórico y crítico social William Hogarth fue especialmente crítico con la profesión médica. Toft fue finalmente liberada sin cargos y regresó a su casa.
Al final se concluyó en que era un engaño hecho por Mary Toft,aunque siguió dando intriga al querer investigar cómo logró hacer su engaño y poder así parir conejos.